# Джинджелашвілі Георгій
Георгій Джинджелашвілі (нар. 18 січня 1972) — грузинський борець греко-римського стилю, срібний призер чемпіонату Європи, срібний призер чемпіонату світу серед студентів.

## Життєпис
Боротьбою почав займатися з 1984 року.
Виступав за борцівський клуб «Шевардені» Кутаїсі. Тренери — Ельгудша Маруашвілі (з 1984), Отар Татешвілі (з 1987).

## Спортивні результати на міжнародних змаганнях

### Виступи на Чемпіонатах світу
| Змагання                        | Збірна | Вагова категорія                 | Місце |
| ------------------------------- | ------ | -------------------------------- | ----- |
| Чемпіонат світу з боротьби 1995 | Грузія | греко-римська боротьба, до 74 кг | 9     |
| Чемпіонат світу з боротьби 1997 | Грузія | греко-римська боротьба, до 69 кг | 15    |
| Чемпіонат світу з боротьби 1998 | Грузія | греко-римська боротьба, до 69 кг | 9     |
| Чемпіонат світу з боротьби 1999 | Грузія | греко-римська боротьба, до 69 кг | 32    |
| Чемпіонат світу з боротьби 2001 | Грузія | греко-римська боротьба, до 76 кг | 29    |

### Виступи на Чемпіонатах Європи
| Змагання                         | Збірна | Вагова категорія                 | Місце  |
| -------------------------------- | ------ | -------------------------------- | ------ |
| Чемпіонат Європи з боротьби 1994 | Грузія | греко-римська боротьба, до 74 кг | 12     |
| Чемпіонат Європи з боротьби 1996 | Грузія | греко-римська боротьба, до 74 кг | 11     |
| Чемпіонат Європи з боротьби 1997 | Грузія | греко-римська боротьба, до 69 кг | Срібло |
| Чемпіонат Європи з боротьби 1999 | Грузія | греко-римська боротьба, до 69 кг | 10     |
| Чемпіонат Європи з боротьби 2000 | Грузія | греко-римська боротьба, до 69 кг | 5      |
| Чемпіонат Європи з боротьби 2001 | Грузія | греко-римська боротьба, до 76 кг | 4      |

### Виступи на Чемпіонатах світу серед студентів
| Змагання                                        | Збірна | Вагова категорія                 | Місце  |
| ----------------------------------------------- | ------ | -------------------------------- | ------ |
| Чемпіонат світу з боротьби серед студентів 1998 | Грузія | греко-римська боротьба, до 69 кг | Срібло |

### Виступи на інших змаганнях
| Змагання                                                             | Збірна | Вагова категорія                 | Місце  |
| -------------------------------------------------------------------- | ------ | -------------------------------- | ------ |
| Кубок Вантаа з боротьби 1997                                         | Грузія | греко-римська боротьба, до 69 кг | Срібло |
| Олімпійський кваліфікаційний турнір з боротьби 2000 (Фаенца)         | Грузія | греко-римська боротьба, до 69 кг | 12     |
| Олімпійський кваліфікаційний турнір з боротьби 2000 (Клермон-Ферран) | Грузія | греко-римська боротьба, до 69 кг | 14     |

### Виступи на змаганнях молодших вікових груп
| Змагання                                      | Збірна | Вагова категорія                 | Місце |
| --------------------------------------------- | ------ | -------------------------------- | ----- |
| Чемпіонат Європи з боротьби серед молоді 1992 | Грузія | греко-римська боротьба, до 74 кг | 5     |